# Joannes Wesselius
Joannes Nicolai Wesselius, född april 1666, död 4 april 1707 i Svanshals socken, Östergötlands län, var en svensk präst.

## Biografi
Joannes Nicolai Wesselius föddes i april 1666. Han var son till kyrkoherden Nicolaus Wesselius och Susanna Stigh i Styrestads socken. Wesselius blev 1690 student vid Uppsala universitet, Uppsala och prästvigdes 1696. Han blev adjunkt i Skänninge församling, Skänninge pastorat och 1699 komminister där. Wesselius blev 1707 kyrkoherde i Svanshals församling, Svanshals pastorat. Han avled 4 april 1707 i Svanshals socken.

### Familj
Wesselius gifte sig 1700 med Margareta Nyman. Hon var dotter till rådmannen Jöns Larsson Nyman i Skänninge. Efter Wesselius död gifte Margareta Nyman om sig med kyrkoherden i Kristbergs församling Jonas Torpadius.